# Kit Harington
Christopher Catesby Harington, detto Kit (Londra, 26 dicembre 1986), è un attore britannico.
È noto principalmente per il ruolo di Jon Snow nella serie televisiva Il Trono di Spade.

## Biografia

### Famiglia e infanzia
Secondogenito di David Richard Harington e Deborah Jane Catesby, ha un fratello, John "Jack" Catesby Harington (1984).
Gli Harington sono un'importante famiglia britannica che comprende nobili e pari del regno, la cui genealogia è tracciabile dal 1500. Il padre di Kit è il 15º barone di Harington; la nonna paterna, Lavender Cecilia Denny, era discendente diretta di Carlo II d'Inghilterra. L'ascendenza di Harington è prevalentemente inglese, ma anche gallese, scozzese, nordirlandese e, in parte minore, spagnola e francese. Un antenato dell'attore, John Harington, fu l'inventore della moderna toilette.
Nonostante le nobili origini, Harington ha dichiarato di non provenire da una famiglia particolarmente agiata e di avere frequentato scuole pubbliche. Il padre è proprietario di una libreria, la madre è un'artista (autrice di opere teatrali e pittrice) e docente di scrittura creativa all'università di Birmingham.
Fin dall'infanzia Harington viene chiamato Kit e solo all'età di undici anni scopre quale sia il suo nome anagrafico. È circolata la notizia che la scelta di chiamarlo Kit fosse da attribuire alla madre, che apprezzava il soprannome del grande drammaturgo Christopher Marlowe. Alcune interviste a Harington sembrerebbero contraddire questa spiegazione.

### Formazione teatrale
Completati gli studi alla Southfield Primary School, a undici anni Harington lascia la città di Londra e si trasferisce con la famiglia a Worcester. Nella vicina Martley, frequenta la Chantry High School dal 1998 fino al 2003.
Harington ha dichiarato di avere considerato a lungo la recitazione come un hobby piuttosto che una possibile professione e di avere aspirato a diventare cameraman, giornalista o corrispondente di guerra. La passione di Harington per il teatro risale comunque alla prima adolescenza. I genitori portano spesso Kit e Jack ad assistere a spettacoli teatrali e a quattordici anni Kit Harington rimane profondamente colpito da una produzione di Aspettando Godot. Nel 2014 ha dichiarato, invece, di avere ritrovato un proprio scritto che farebbe risalire il desiderio di diventare attore già all'età di dodici anni. Durante l'adolescenza la passione per il teatro lo porta a seguire lezioni di recitazione al National Youth Theatre oltre che alla Chantry High School, dove prende parte a numerose produzioni scolastiche.
Dopo il diploma si iscrive al Worcester Sixth Form College che frequenta dal 2003 al 2005. Harington fa risalire la decisione di perseguire seriamente la carriera teatrale al 2004, anno in cui assiste a una produzione dell'Amleto interpretata da Ben Whishaw.
A 18 anni viene accettato alla Royal Central School of Speech and Drama dell'Università di Londra dove si laurea nel 2008.
Mentre frequenta ancora la Royal Central School of Speech and Drama ottiene la parte da protagonista nelle repliche di War Horse, una produzione Royal National Theatre di Londra che ha vinto due Olivier Awards alla prima rappresentazione (ottobre 2007-febbraio 2008). Harington ricopre il ruolo di Albert con ottime critiche sia nelle repliche al Royal National Theatre, (settembre 2008 - marzo 2009), sia nell'edizione andata in scena nel West End al New London Theatre (aprile-settembre 2009).

### Il successo

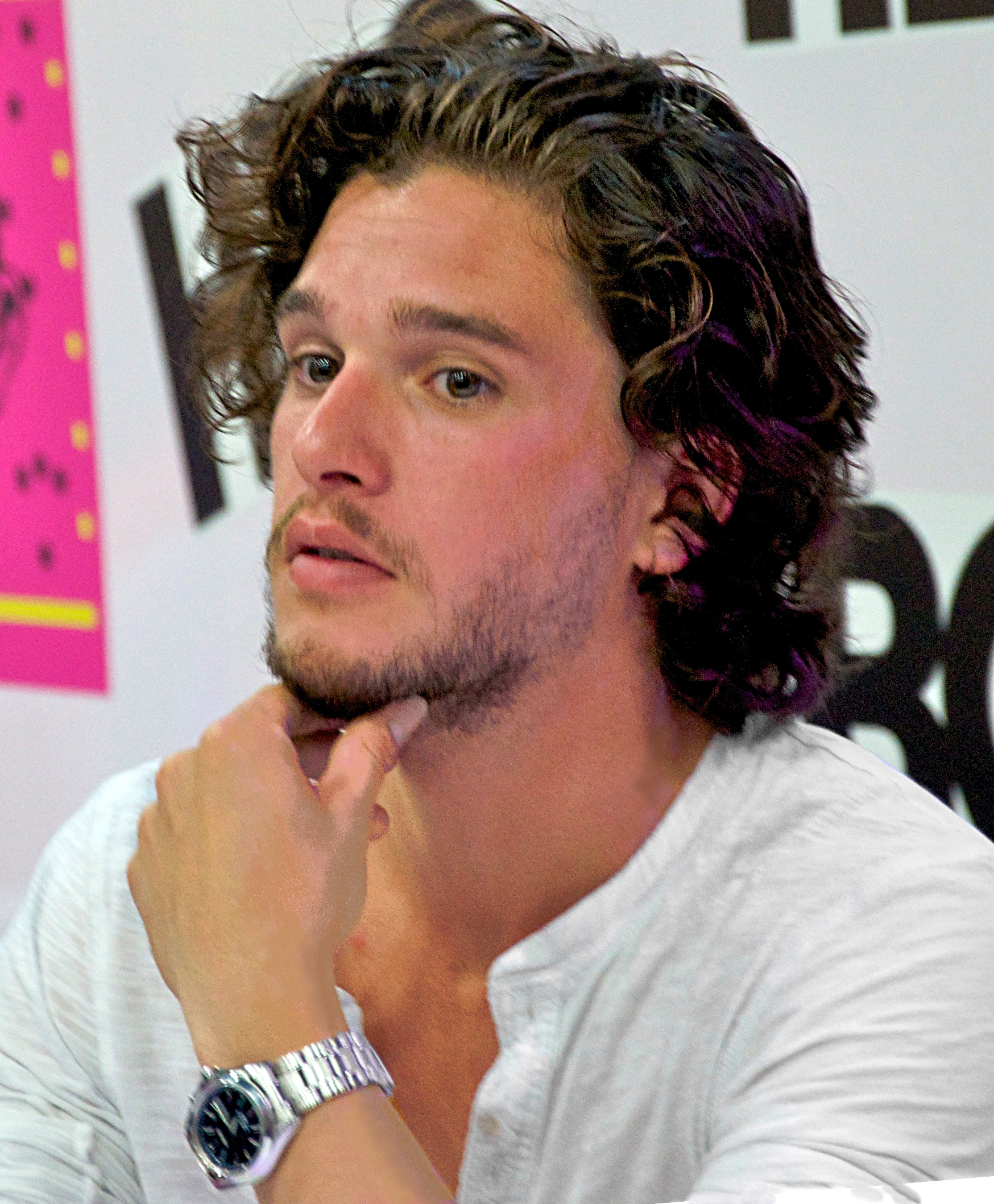
Kit Harington al San Diego Comic-Con International nel 2011

La parte in War Horse gli spiana la strada per un provino per il ruolo di Jon Snow nel pilot della serie Il Trono di Spade, del canale statunitense HBO.. In un'intervista al Daily Mail, Harington ipotizza che l'essersi presentato al provino con un occhio nero, gli abbia dato visibilità e l'abbia aiutato a ottenere la parte. Pare invece che D.B. Weiss, sceneggiatore e produttore esecutivo dello show, trovando Harington fisicamente perfetto per il ruolo, abbia sussurrato al collega Benioff: «Fa' che questo ragazzo sia un bravo attore». Le riprese dell'episodio pilota cominciano nell'ottobre 2009 e nel 2010 Harington ritorna brevemente a teatro con Posh di Laura Wade che va in scena al Royal Court di Londra.
Quando HBO annuncia che produrrà la prima stagione de Il trono di Spade, Harington viene riconfermato nel ruolo di Jon Snow; il personaggio subisce però dei cambiamenti: Weiss e Benioff decidono che non dovrà più dimostrare 13 anni, come nel romanzo di George R. R. Martin, e a Harington viene chiesto di fare crescere la barba e fare allungare i capelli.. Le riprese iniziano nel giugno 2010 e la serie debutta negli Stati Uniti il 17 aprile 2011. Lo show riceve critiche positive e successo di ascolti e viene rinnovato per altre sette stagioni.
Per il ruolo di Jon Snow Harington ha vinto, insieme al resto del cast, l'Empire Hero Award 2015 ed è stato candidato come migliore attore non protagonista ai Saturn Award (2012 e 2015) e agli Emmy (nel 2016).
Harington debutta al cinema nel 2012 con il ruolo di Vincent nel film horror Silent Hill: Revelation 3D e nel 2013 riceve il premio Attore dell'anno agli Young Hollywood Awards 2013, manifestazione che celebra i talenti emergenti nell'ambito di film, musica e televisione.
Nel 2014 recita nel film Pompei e ha un piccolo ruolo nel film Il settimo figlio; presta inoltre la voce al personaggio Eret nel sequel Dragon Trainer 2.
Con Alicia Vikander e Taron Egerton prende parte a Testament of Youth; tratto dal romanzo autobiografico di Vera Brittain, il film esce per la prima volta nelle sale britanniche a gennaio 2015, dopo il debutto al London Film Festival del 2014. Il 2015 vede inoltre Harington protagonista insieme a Andy Samberg del mockumentary (finto documentario) 7 days in Hell, trasmesso per la prima volta da HBO l'11 luglio
Nel thriller Spooks: The Greater Good Harington interpreta invece il ruolo di un ex agente del controspionaggio britannico, sulle tracce di un terrorista. Il film, che esce nei cinema del Regno Unito nel maggio del 2016, è tratto dalla serie televisiva della BBC che ha lanciato Matthew Macfadyen.
Dopo un cameo in The Vote di James Graham nel 2016 ritorna da protagonista in teatro interpretando il Doctor Faustus, nell'opera omonima di Marlowe, in scena al Duke of York's di Londra
Nello stesso anno è nel cast del western Brimstone, del regista Martin Koolhoven e dove recita accanto a Dakota Fanning e Guy Pearce. Inoltre è stato protagonista del film del regista Xavier Dolan: The Death and Life of John F. Donovan, presentato in anteprima nel 2018 al Toronto International Film Festival.
Nel 2017 interpreta il ruolo di Robert Catesby nella serie TV Gunpowder per la BBC. La serie a tre puntate è una rappresentazione della Congiura delle polveri, avvenuta nel 1605. L'attore è un discendente del vero Catesby dalla parte materna. Nello stesso anno è stato scelto da Dolce&Gabbana come testimonial del profumo The One for Men con la regia di Matteo Garrone. Lo spot viene per la prima volta mandato in onda il 1º settembre 2017.
Il 24 agosto 2019, durante la conferenza del D23 Expo, è stato annunciato che interpreterà il Cavaliere Nero Dane Whitman nel film del Marvel Cinematic Universe Eternals, previsto per il 2021.

### Vita privata
L'attore risiede a Londra. È molto amico di alcuni colleghi conosciuti sul set de Il Trono di Spade tra cui John Bradley, Richard Madden, Alfie Allen ed Emilia Clarke.
Dal 2012 intrattiene una relazione con l'attrice Rose Leslie, conosciuta sempre sul set della serie televisiva, con la quale si è sposato il 23 giugno 2018 al Wardhill Castle, maniero di proprietà della famiglia Leslie da 900 anni, sito vicino ad Aberdeen (Scozia). La coppia ha un figlio, nato nel 2021, e una figlia nata nel 2023. È tifoso del Manchester United.

## Filmografia

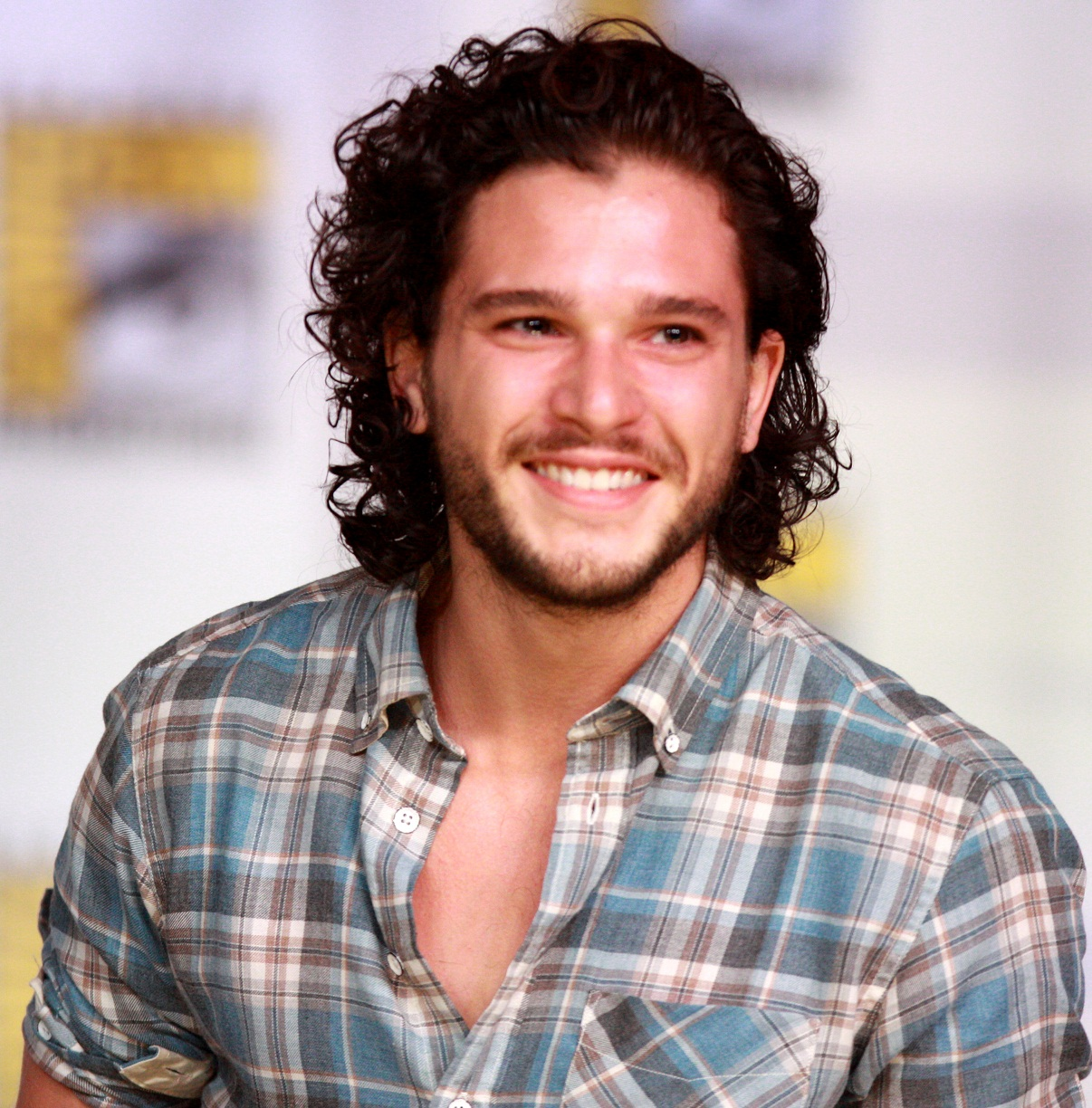
Kit Harington al San Diego Comic-Con International nel 2013

### Attore

#### Cinema
- Silent Hill: Revelation 3D, regia di Michael J. Bassett (2012)
- Pompei (Pompeii), regia di Paul W. S. Anderson (2014)
- Testament of Youth, regia di James Kent (2014)
- Il settimo figlio (Seventh Son), regia di Sergei Bodrov (2014)
- Spooks - Il bene supremo (Spooks: The Greater Good), regia di Bharat Nalluri (2015)
- Brimstone, regia di Martin Koolhoven (2016)
- La mia vita con John F. Donovan (The Death and Life of John F. Donovan), regia di Xavier Dolan (2018)
- Eternals, regia di Chloé Zhao (2021)
- Baby Ruby, regia di Bess Wohl (2022)
- Il male dentro (The Beast Within), regia di Alexander J. Farrell (2024)

#### Televisione
- Il Trono di Spade (Game of Thrones) – serie TV, 62 episodi (2011-2019)
- 7 Days in Hell, regia di Jake Szymanski – mockumentary (2015)
- Gunpowder – miniserie TV, 3 episodi (2017)
- Criminal: Regno Unito (Criminal: UK) – serie TV, episodio 2x02 (2020)
- Friends: The Reunion, regia di Ben Winston – speciale TV (2021)
- Modern Love – serie TV, episodio 2x03 (2021)
- Extrapolations - Oltre il limite (Extrapolations) – serie TV, 4 episodi (2023)

#### Pubblicità
- The One for Men, regia di Matteo Garrone (2017)

### Doppiatore
- Dragon Trainer 2 (How to Train Your Dragon 2), regia di Dean DeBlois (2014)
- Games of Thrones: A Telltale Game Series – videogioco (2015)[52]
- Call of Duty: Infinite Warfare – videogioco (2016)[53]
- Dragon Trainer - Il mondo nascosto (How to Train Tour Dragon: The Hidden World), regia di Dean DeBlois (2019)

## Teatro
- War Horse di Nick Stafford, regia di Marianne Elliott. National Theatre di Londra (2008)
- Posh di Laura Wade, regia di Lyndsey Turner. Royal Court Theatre di Londra (2010)
- The Vote di James Graham, regia di Josie Rourke. Donmar Warehouse di Londra (2015)
- La tragica storia del Dottor Faust di Christopher Marlowe, regia di Jamie Lloyd. Duke of York's Theatre di Londra (2015)
- True West di Sam Shepard, regia di Matthew Dunster. Vaudeville Theatre di Londra (2018)
- Enrico V di William Shakespeare, regia di Max Webster. Donmar Warehouse di Londra (2022)
- Slave Play di Jeremy O. Harris, regia di Robert O'Hare. Noël Coward Theatre di Londra (2024)

## Riconoscimenti
- Young Hollywood Awards
  - 2013 – Attore dell'anno
- Empire Awards
  - 2015 – Empire Hero Award (condiviso con il cast) per Il Trono di Spade
- Emmy Award
  - 2016 – Candidatura per il migliore attore non protagonista in una serie drammatica per Il Trono di Spade
  - 2019 – Candidatura per il migliore attore protagonista in una serie drammatica per Il Trono di Spade
- Golden Globe
  - 2020 – Candidatura per il migliore attore in una serie televisiva drammatica per Il Trono di Spade
- Screen Actors Guild Awards
  - 2011 – Candidatura per il miglior cast in una serie drammatica (condiviso con il cast) per Il Trono di Spade
  - 2013 – Candidatura per il miglior cast in una serie drammatica (condiviso con il cast) per Il Trono di Spade
  - 2014 – Candidatura per il miglior cast in una serie drammatica (condiviso con il cast) per Il Trono di Spade
  - 2015 – Candidatura per il miglior cast in una serie drammatica (condiviso con il cast) per Il Trono di Spade
  - 2016 – Candidatura per il miglior cast in una serie drammatica (condiviso con il cast) per Il Trono di Spade
  - 2017 – Candidatura per il miglior cast in una serie drammatica (condiviso con il cast) per Il Trono di Spade
  - 2019 – Candidatura per il miglior cast in una serie drammatica (condiviso con il cast) per Il Trono di Spade

## Doppiatori italiani
Nelle versioni in italiano delle opere in cui ha recitato, Kit Harington è stato doppiato da:
- Daniele Giuliani ne Il Trono di Spade, Silent Hill: Revelation 3D, Testament of Youth, Il settimo figlio, Spooks - Il bene supremo, Gunpowder, La mia vita con John F. Donovan, Criminal: Regno Unito, Modern Love, Eternals, Welcome to Wrexham, Extrapolations - Oltre il limite
- Andrea Mete in Pompei
- Sacha Pilara in Brimstone
- Francesco Pezzulli in Baby Ruby

Da doppiatore è sostituito da:
- Daniele Giuliani in Dragon Trainer 2, Call of Duty: Infinite Warfare, Dragon Trainer - Il mondo nascosto